# Liste der Einträge im National Register of Historic Places im Ascension Parish

Lage des Ascension Parish in Louisiana

Die Liste der Registered Historic Places im Ascension Parish in Louisiana führt alle Bauwerke und historischen Stätten im Ascension Parish auf, die in das National Register of Historic Places aufgenommen wurden.

## Legende
| NRHP | Historic Place    |
| HD   | Historic District |

## Aktuelle Einträge
| [ 2 ] | Name                             | Bild                             | Eintragsdatum        | Lage | Ort                      | Beschreibung                  |
| ----- | -------------------------------- | -------------------------------- | -------------------- | --- | ------------------------ | ----------------------------- |
| 1     | Ashland                          | Ashland                          | 1979 ID-Nr. 79001050 | Belle Helene Road 30° 10′ 34″ N, 90° 59′ 56″ W | Geismar                  | Auch als Belle Helene bekannt |
| 2     | Bocage                           | Bocage                           | 1991 ID-Nr. 91000705 | LA 942 30° 7′ 24″ N, 90° 57′ 19″ W | Darrow                   |                               |
| 3     | Dixon House                      | Dixon House                      | 1999 ID-Nr. 99000634 | 38127 LA 42 30° 19′ 11″ N, 90° 58′ 17″ W | Prairieville             |                               |
| 4     | Donaldsonville Historic District | Donaldsonville Historic District | 1984 ID-Nr. 84001248 | Abgegrenzt durch den Bayou Lafourche, den Mississippideich, Jackson Avenue, Marchand Drive, Monroe Street und Church Street 30° 6′ 9″ N, 90° 59′ 15″ W | Donaldsonville           |                               |
| 5     | Evan Hall Slave Cabins           | Evan Hall Slave Cabins           | 1983 ID-Nr. 83000484 | LA 405 30° 7′ 5″ N, 91° 2′ 40″ W | Donaldsonville           |                               |
| 6     | Fort Butler                      | Fort Butler                      | 1999 ID-Nr. 99000183 | Adresse nicht veröffentlicht 30° 6′ 28,4″ N, 90° 59′ 28″ W                                                                                             | Donaldsonville           |                               |
| 7     | Helvetia Dependency              |                                  | 1992 ID-Nr. 92000570 | LA 942 30° 7′ 2″ N, 90° 57′ 44″ W | Darrow                   |                               |
| 8     | Hermitage                        |                                  | 1973 ID-Nr. 73000859 | LA 942 30° 6′ 55″ N, 90° 57′ 45″ W | Darrow                   |                               |
| 9     | The Houmas                       | The Houmas                       | 1980 ID-Nr. 80001694 | River Road 30° 8′ 19″ N, 90° 56′ 0″ W | Burnside                 |                               |
| 10    | Kraemer House                    |                                  | 1984 ID-Nr. 84001250 | Abseits des U.S. 61 30° 17′ 53″ N, 90° 57′ 44″ W | Prairieville             |                               |
| 11    | Landry Tomb                      | Landry Tomb                      | 1982 ID-Nr. 82002752 | Ascension Catholic Church Cemetery, St. Vincent Street und Claiborne Street 30° 5′ 57″ N, 90° 59′ 9″ W                                                 | Donaldsonville           |                               |
| 12    | Lemann Store                     | Lemann Store                     | 1982 ID-Nr. 82002753 | 314 Mississippi Street 30° 6′ 22″ N, 90° 59′ 14″ W | Donaldsonville           |                               |
| 13    | Mulberry Grove                   | Mulberry Grove                   | 1993 ID-Nr. 93001118 | LA 405 30° 11′ 34″ N, 91° 2′ 10″ W | östlich vom White Castle |                               |
| 14    | Palo Alto Dependency             | Palo Alto Dependency             | 1992 ID-Nr. 92000579 | LA 944 30° 5′ 28″ N, 91° 1′ 57″ W | Donaldsonville           |                               |
| 15    | Palo Alto Plantation             | Palo Alto Plantation             | 1977 ID-Nr. 77000665 | LA 1 30° 5′ 28″ N, 91° 1′ 52″ W | Donaldsonville           |                               |
| 16    | Rome House                       | Rome House                       | 1990 ID-Nr. 90000323 | LA 1 Ecke Delany Lane 30° 6′ 30″ N, 91° 1′ 11″ W | Smoke Bend               |                               |
| 17    | St. Emma                         | St. Emma                         | 1980 ID-Nr. 80001695 | LA 1 30° 5′ 2″ N, 91° 1′ 50″ W | Donaldsonville           |                               |
| 18    | Tezcuco                          |                                  | 1983 ID-Nr. 83000485 | River Road 30° 6′ 57″ N, 90° 54′ 38″ W | Burnside                 | Im Jahr 2002 abgebrannt       |
| 19    | Robert Penn Warren House         | Robert Penn Warren House         | 1993 ID-Nr. 92001732 | 16381 Old Jefferson Highway 30° 18′ 29″ N, 90° 58′ 25″ W                                                                                               | Prairieville             |                               |

## Frühere Einträge
| [ 2 ] | Name                | Bild | Eintragsdatum        | Lage                                         | Ort      | Beschreibung                             |
| ----- | ------------------- | ---- | -------------------- | -------------------------------------------- | -------- | ---------------------------------------- |
| 1     | St. Joseph's School |      | 1988 ID-Nr. 88002651 | LA 22 Ecke LA 44 30° 8′ 59″ N, 90° 55′ 23″ W | Burnside | Im Jahr 2010 aus dem Register gestrichen |